# Huraa
Huraa es una isla del North Malé Atoll en el país insular de Maldivas en el Mar de Laquedivas (Océano Índico). Pertenece al atolón administrativo Kaafu y tenía alrededor de 1014 habitantes en 2014.

## Geografía
La isla está ubicada al sureste del atolón en una plataforma de arrecife común con la cercana Isla Turística Kanifinolhu al noreste e inmediatamente adyacente Kudahuraa.